# 西田满寿次郎
西田滿寿次郎，日本足球運動員，教练，曾经率领日本國家足球隊参加1923年远东运动会。

## 教练生涯
西田滿寿次郎经率领日本國家足球隊参加1923年大阪远东运动会。（日本 1-2 菲律賓 5月23日，日本 1-5 中国 5月24日）